# Milena von Eckardt
Milena von Eckardt (* 2. Juli 1912 in Montenegro; † 23. August 1971 in Liestal) war eine deutsche Schauspielerin und Schauspiellehrerin.

## Leben
Milena von Eckardt war die Tochter des Diplomaten Heinrich von Eckardt und dessen Frau, einer Französin. Ihr Großvater war Julius von Eckardt, ebenfalls Diplomat, der Journalist und Politiker Felix von Eckardt ihr Cousin. Ihr Vater bekleidete zur Zeit ihrer Geburt den Posten eines Ministerresidenten in Cetinje. Aufgewachsen ist sie in Mexiko-Stadt, wo ihr Vater ab 1915 als Gesandter tätig war. Später besuchte sie ein Gymnasium in Berlin, am dortigen Stern’schen Konservatorium erhielt sie anschließend eine Ausbildung zur Pianistin. Ab 1931 nahm sie Schauspielunterricht am Deutschen Theater Berlin.
Nach wenigen Festengagements arbeitete von Eckardt ab Mitte der 1930er-Jahre freischaffend und spielte in Berlin unter anderem an der Volksbühne, am Komödienhaus und am Lessingtheater. 1944 flüchtete sie in die Schweiz, wo sie bis in die 1960er-Jahre hinein an bekannten Bühnen auftrat, namentlich am Städtebundtheater Biel-Solothurn, am Schauspielhaus Zürich, am Stadttheater Luzern sowie in Basel am Stadttheater und der Komödie. In den 1960er-Jahren gastierte von Eckardt zeitweise auch in Deutschland, so an den Münchner Kammerspielen und am Deutschen Schauspielhaus in Hamburg. Sie arbeitete unter Regisseuren wie Fritz Kortner, Adolph Spalinger und Oscar Fritz Schuh.
1934 debütierte von Eckardt in dem Spielfilm Ein Mann will nach Deutschland in einer kleinen Rolle unter der Regie von Paul Wegener vor der Kamera. Nach drei weiteren Produktionen am Ende des Jahrzehnts, setzte sie ihre Laufbahn als Filmschauspielerin erst 1955 fort. Neben sporadischen Aufgaben in Hörspielen arbeitete sie auch als Schauspiellehrerin und gab Kurse für Rhetorik und Sprechtechnik an den Universitäten in Basel und Bern.
Milena von Eckardt war in erster Ehe mit dem Schauspieler und Theaterregisseur Heinz Dietrich Kenter (1896–1984) verheiratet, danach in dessen zweiter Ehe mit dem Berufskollegen Johannes von Spallart (1900–1985). Das Paar hatte einen Sohn, Matthias, der ebenfalls den Beruf des Schauspielers ergriff.

## Theaterrollen (Auswahl)
- Die jüdische Frau in Furcht und Elend des Dritten Reiches von Bertolt Brecht
- Marthe Rull in Der zerbrochne Krug von Heinrich von Kleist
- Frau John in Die Ratten von Gerhart Hauptmann
- Die Mutter in Sechs Personen suchen einen Autor von Luigi Pirandello
- Amme in Der Vater von August Strindberg
- Claudia Galotti in Emilia Galotti von Gotthold Ephraim Lessing
- Mrs. Webb in Unsere kleine Stadt von Thornton Wilder
- Christine Linde in Nora oder Ein Puppenheim von Henrik Ibsen
- Frau Nomsen in Der Meteor von Friedrich Dürrenmatt
- Marthe Schwerdtlein in Faust I von Johann Wolfgang von Goethe

## Filmografie (Auswahl)
- 1934: Ein Mann will nach Deutschland
- 1938: Andalusische Nächte
- 1938: Verwehte Spuren
- 1939: Das unsterbliche Herz
- 1955: Der letzte Mann
- 1960: Die Fastnachtsbeichte
- 1963: Reporter
- 1963: Das Echo
- 1964: Geschichten aus dem Wienerwald
- 1968: Ein ehrenwerter Herr
- 1969: Der Vater

## Hörspiele
- 1936: Günter Eich: Fährten in der Prärie – Regie: Harald Braun – Reichssender Berlin
- 1954: Wolfgang Hildesheimer: Prinzessin Turandot – Regie: Werner Hausmann – SRF
- 1958: Marcel Pagnol: Die Marius-Trilogie – Regie: NN – SRF
- 1958: Marcel Pagnol: Zum Goldenen Anker – Regie: Robert Bichler – SRF
- 1963: Dieter Waldmann: Dubrowski – Regie: Gert Westphal – SWF/WDR/SFB
- 1966: Ernst Barlach: Die Sündflut – Regie: Amido Hoffmann – SRF